# Laurie Berthon
Pour les articles homonymes, voir Berthon.
Laurie Berthon, née le 26 août 1991 à Lyon, est une coureuse cycliste française, spécialiste de la piste. Championne d'Europe de la vitesse par équipes juniors en 2009 avec Olivia Montauban, elle a remporté en 2012 les championnats de France de vitesse par équipes, du scratch et de la course aux points. En 2016, elle est vice-championne du monde de l'omnium. Au niveau européen elle a décroché l'argent sur la course scratch en 2014 et le bronze sur la course à l'élimination en 2016.

## Biographie
Spécialiste des épreuves de vitesse sur piste, Laurie Berthon devient en 2009 championne d'Europe de vitesse par équipes juniors avec Olivia Montauban.
Les années suivantes, elle délaisse les disciplines de vitesse pour participer au scratch et surtout à l'omnium, qui est devenu une discipline olympique. En juin 2012, Laurie Berthon gagne le championnat de France du scratch et termine deuxième de l'omnium à Bordeaux. En juillet, elle termine deuxième de l'omnium et du scratch aux championnats d'Europe espoirs à Anadia (Portugal), puis remporte le championnat de France de l'avenir de course aux points à Hyères,.
Lors de la saison 2013, elle est à nouveau vice-championne d'Europe de scratch et de l'omnium espoirs. Elle remporte le classement général de la Coupe du monde d'omnium 2013-2014.
En 2014, avec les élites, elle est vice-championne d'Europe du scratch derrière Evgenia Romanyuta en Guadeloupe. Il s'agit de son premier podium international.
Lors des mondiaux sur piste 2016 à Londres, elle décroche l'argent sur l'omnium entre les deux favorites Laura Trott et Sarah Hammer. Elle est sélectionnée pour représenter la France sur cette discipline aux Jeux olympiques de Rio et se classe dixième.
Au mois d'août 2018, elle participe aux championnats de France de cyclisme sur piste disputés à Hyères. Elle devient  à cette occasion championne de France de course à l'américaine avec Clara Copponi et se classe également deuxième de l'omnium.
En juillet 2019, en manque de motivation, elle annonce mettre un terme à sa carrière.

## Vie privée
Elle partage sa vie avec le cycliste Quentin Lafargue.

## Palmarès sur piste

### Jeux olympiques
- Rio de Janeiro 2016
  - 10e de l'omnium

### Championnats du monde
- Minsk 2013
  - 4e du scratch
  - 11e de l'omnium
- Cali 2014
  - 5e du scratch
  - 7e de l'omnium
- Saint-Quentin-en-Yvelines 2015
  - 14e de l'omnium
- Londres 2016
  -  Médaillée d'argent de l'omnium
- Hong Kong 2017
  - 6e de l'américaine[7]
  - 7e de la poursuite par équipes[8]
- Apeldoorn 2018
  - 7e de la poursuite par équipes[9]
  - 7e de l'américaine[10]
  - 13e de l'omnium[11]
- Pruszków 2019
  - 4e du scratch
  - 13e de l'omnium

### Coupe du monde
- 2013-2014
  - Classement général de l'omnium
  - 3e de l'omnium à Guadalajara
  - 3e de l'omnium à Manchester
- 2015-2016
  - 2e de l'omnium à Cali
  - 3e de l'omnium à Hong Kong
- 2016-2017
  - 2e de l'américaine à Glasgow
  - 3e de la poursuite par équipes à Glasgow (avec Coralie Demay, Élise Delzenne et Roxane Fournier)
- 2017-2018
  - 2e de l'américaine à Milton
  - 3e de la poursuite par équipes à Milton
- 2018-2019
  - 2e de l'omnium à Hong Kong

### Championnats d'Europe
| Édition / Épreuve              | Vitesse individuelle | Vitesse par équipes        | Poursuite par équipes | Course à l'américaine | Scratch | Omnium | Course à l'élimination |
| Minsk 2009 (juniors)           | Argent               | Or (avec Olivia Montauban) |                       |                       |         |        |                        |
| Anadia 2012 (espoirs)          |                      |                            |                       |                       | Argent  | Argent |                        |
| Anadia 2013 (espoirs)          |                      |                            |                       |                       | Argent  | Argent |                        |
| Baie-Mahault 2014              |                      |                            |                       |                       | Argent  |        |                        |
| Saint-Quentin-en-Yvelines 2016 |                      |                            | 4e                    | 4e                    | 6e      |        | Bronze                 |
| Berlin 2017                    |                      |                            | 4e                    | 7e                    |         | 10e    |                        |

### Championnats nationaux
- 2005
  - 3e de la vitesse cadette
- 2006
  -  Championne de France de la course aux points cadette
  -  Championne de France de vitesse cadette
- 2007
  - 2e de la course aux points cadette
  - 3e de la vitesse cadette
- 2008
  - 3e du 500 mètres juniors
  - 3e de la vitesse individuelle juniors
- 2009
  - 3e du 500 mètres juniors
  - 3e de la vitesse individuelle juniors
- 2012
  -  Championne de France de vitesse par équipes (avec Sophie Creux)
  -  Championne de France de la course aux points
  -  Championne de France du scratch
  - 2e de la poursuite par équipes
  - 2e de l'omnium
- 2013
  -  Championne de France du scratch
  -  Championne de France de l'omnium
  - 3e de la course aux points
- 2014
  -  Championne de France de l'omnium
  - 2e de la course aux points
- 2015
  -  Championne de France de l'omnium
  - 3e de la poursuite
- 2016
  - 2e de la course aux points
- 2017
  -  Championne de France de l'américaine (avec Marion Borras)
  - 2e de la poursuite par équipes (avec Fanny Zambon, Marion Borras et Maëva Paret-Peintre)
  - 2e de la course aux points
  - 3e du scratch
- 2018
  -  Championne de France de poursuite par équipes (avec Marion Borras, Valentine Fortin et Clara Copponi)
  -  Championne de France de l'américaine (avec Clara Copponi)
  - 2e de l'omnium

### Records
- Records de France de la poursuite par équipes sur 4 000 m :
  - 4 min 24 s 040 à Saint-Quentin-en-Yvelines avec Pascale Jeuland, Valentine Fortin et Coralie Demay. Valable du 19 octobre 2018 au 24 janvier 2019.
  - 4 min 25 s 680 à Berlin avec Marion Borras, Élise Delzenne et Coralie Demay[12]. Valable du 19 octobre 2017 au 19 octobre 2018.
  - 4 min 25 s 788 à Hong-Kong avec Marion Borras, Élise Delzenne et Coralie Demay. Valable du 13 avril 2017 au 19 octobre 2017.
  - 4 min 26 s 7 à Glasgow avec Coralie Demay, Élise Delzenne et Roxane Fournier[13],[14]. Valable du 4 novembre 2016 au 13 avril 2017.
  - 4 min 30 s 306 à Saint-Quentin-en-Yvelines. Valable du 20 octobre 2016 au 4 novembre 2016.
  - 4 min 30 s 519 à Granges avec Coralie Demay, Élise Delzenne et Fiona Dutriaux[15]. Valable du 15 août 2015 au 20 octobre 2016.

## Palmarès sur route
- 2015
  - La Mérignacaise
- 2016
  - La Mérignacaise
  - 2e du Prix des communes de Nogent-l'Abbesse (course en ligne - cdf)